# KFCジュニア王座
KING of FREEDOM WORLD JUNIOR HEAVY WEIGHT王座（キング・オブ・フリーダム・ワールド・ジュニア・ヘビー・ウェイトおうざ）は、プロレスリングFREEDOMSが管理、認定している王座。

## 歴史
2022年11月16日、プロレスリングFREEDOMS後楽園ホール大会で行われた初代王座決定トーナメントに優勝した神威が初代王者になった。

## 歴代王者
| 歴代  | 選手     | 戴冠回数 | 防衛回数 | 獲得日付       | 獲得場所 （対戦相手・その他） |
| ----- | -------- | -------- | -------- | -------------- | ----------------------------- |
| 初代  | 神威     | 1        | 2        | 2022年11月16日 | 後楽園ホール 政岡純           |
| 第2代 | 政岡純   | 1        | 3        | 2023年5月3日   | 後楽園ホール                  |
| 第3代 | 香取貴大 | 1        | 3        | 2024年3月22日  | 後楽園ホール                  |
| 第4代 | 進祐哉   | 1        | 5        | 2024年9月15日  | 横浜武道館                    |
| 第5代 | 拳剛     | 1        |          | 2025年8月17日  | 横浜武道館                    |